# Cautires apicalis
Cautires apicalis es una especie de escarabajo perteneciente a la familia Lycidae y en la subfamilia Lycinae. La especie fue descrita por primera vez en 1921 por Maurice Pic en Java Oriental y quien la describió como sinónimo de Cautires corporaali del norte de Sumatra hasta 1925 cuando el mismo Pic la removió a su propia especie.
Cautires apicalis se diferencia de la especie javanesa similar Cautires singularithorax en la mucho menor extensión de la parte oscura de los élitros y en la forma del ovipositor, que tiene valvíferas más de dos veces más largas que las coxitas.